# Языковая история Киева
Языкова́я исто́рия Ки́ева, равно как и современная языковая ситуация в границах Киевской агломерации отличаются сложностью и наличием ряда своеобразных черт. Она отражает демографические и политические процессы в его долгой истории, а также многочисленные изменения в языковой политике последних столетий. Ha определённых этапах истории города заметную роль в нём играли польский язык, а также идиш — родной язык некогда многочисленного еврейского меньшинства, расцвет языковой культуры которого пришёлся на конец XIX — начало XX вв.
В настоящее время украинский язык является основным и единственным официальным языком Киева.
20 апреля 2023 года решением Киевского городского совета в Киеве утверждена «Городская Концепция утверждения украинского языка во всех сферах общественной жизни города Киева на 2023—2025 годы», главной целью которой является усиление позиций украинского языка в различных сферах общественной жизни города.
13 июля 2023 года решением Киевского городского совета в Киеве был введён мораторий на публичное использование русскоязычного культурного продукта.

## Статистические данные
Сложность языковой ситуации в городе отчасти усугубляется сохранением несовершенного механизма учёта всех нюансов этноязыковой картины населения как города, так и Украины в целом, Госкомстат которой в ходе переписей населения не оперирует такими понятиями как язык домашнего обихода, рабочий язык, не учитывает два или более этнических происхождения переписываемых, два или более родных языка, два или более языка домашнего обихода и т. д. (как это делается, например, в Канаде). Тем не менее, анализом динамики языковых вопросов всё же занимается ряд частных статистических агентств.
Комментируя итоги первой переписи населения 2001 года, журнал «Демоскоп» назвал Киев «скорее украиноязычным (во всяком случае, желающим казаться таковым)».
По данным опроса, проведённого Социологической группой «Рейтинг» с 16 ноября по 10 декабря 2018 года в рамках проекта «Портрети Регіонів», 65 % жителей Киева считали, что украинский язык должен быть единственным государственным языком на всей территории Украины. 10 % считали, что украинский язык должен быть единственным государственным языком, а русский — вторым официальным в некоторых регионах страны. 17 % считали, что русский должен стать вторым государственным языком страны. 7 % затруднились с ответом.
Вторжение России в Украину спровоцировало новую волну украинизации в городе, всё больше людей предпочитают говорить на украинском языке. Согласно опросу, проведённому Международным республиканским институтом в апреле-мае 2023 года, на украинском дома разговаривали 59 % населения города, на русском — 38 %.
Согласно опросу, проведённому Международным республиканским институтом в апреле-мае 2024 года, на украинском дома разговаривали 73 % населения города, на русском — 54 % (в отличие от опроса 2023 года был разрешён выбор нескольких вариантов).
По данным исследования Центра контент-анализа, проведённого в период с 15 августа по 15 сентября 2024 года, темой которого стало соотношение украинского и русского языков в украинском сегменте социальных сетей, в Киеве на украинском языке писалось 68,0 % сообщений (в 2023 году — 63,2 %, в 2022 году — 53,3 %, в 2020 году — 18,1 %), на русском — 32,0 % (в 2023 году — 36,8 %, в 2022 году — 46,7 %, в 2020 году — 81,9 %).

## Исторический контекст

### Киевская Русь
До конца XIII века Киев играл важнейшую роль в становлении общерусского койне. Хотя в основе древнерусского языка Киева лежала речь южнорусских славян, его городской, наддиалектный характер отличал его речи сельских жителей окружающих земель полян не только по словарю и синтаксису, но и по звуковым особенностям. Обширные и культурные связи помогли ему постоянно включать в себя слова разных славянских диалектов. Таким образом, уже в эту раннюю эпоху Киев превратился в своеобразный наддиалектный остров в южнорусском сельском массиве. При этом высшие классы и духовенство стали проводниками иноязычных (в первую очередь греческих и церковнославянских) элементов, а также различного рода культурных, общественно-политических, профессиональных и торговых терминов.
Объединяющее влияние Киева в формировании общерусского языка той эпохи до сих пор прослеживается в таких чертах, как: падение глухих (ъ, ь) и переход их в о и е; утрата беспредложного употребления местного падежа имён существительных; замена формы именительного падежа формой винительного падежа в именах мужского рода (кроме названий лиц), а во множественном числе — и в именах женского рода; смешение твёрдого и мягкого склонения существительных; утрата двойственного числа; утрата в народных говорах форм имперфекта и аориста, утрата достигательного наклонения и т. п..
Официальным письменным языком Киева, как и всей Руси, в этот период был церковнославянский, в который постепенно проникали и собственно древнерусские элементы. Словом «руський» сначала обозначали простой народный язык — в противоположность письменному «славянскому». В древних памятниках Киева этот простой народный язык сохранился плохо, так как был малопрестижным.

## Иностранное правление
После разорения города монголо-татарами Киев перестаёт выполнять свои объединяющие наддиалектные функции в области языкового влияния. С 1362 года по 1569 год Киев входит в состав Великого княжества Литовского, где сначала быстро расцветает, а затем так же быстро — под давлением польского литературного языка — приходит в упадок западнорусский язык. С 1569 года по 1667 город входит в состав Речи Посполитой и переживает период активной полонизации. В 1654 году в городе происходит антипольское и антилитовское восстание, и Киев переходит «под руку московского царя», что официально подтверждается при подписании Андрусовского перемирия в 1667 году.
Длительный период иностранного правления не прошёл для языковой истории города и окружающего его региона бесследно. Его отличительными чертами стали рурализация, интенсивное проникновение полонизмов и латинизмов, вытеснение ими церковнославянских и греческих влияний на письме, а затем и в речи киевлян, отрыв от более консервативной московской нормы. Таким образом, сложилась довольно парадоксальная ситуация: общерусское койне, некогда сформировавшееся в Киеве, лучше всего сохранилось не в нём, а на территории Московского царства, где языки иностранных завоевателей (в данном случае монголо-татар) никогда не пользовались сколько-нибудь значительным распространением. Этому способствовал и демографический упадок самого города, который попросту утратил свой некогда значительный количественный вес[что?].
В период до 1667 года выражение «руська мова» противопоставлялось «польскому», «московскому», а также неславянским языкам, на которых разговаривали соседние народы (в разные периоды — чудь, мурома, мещера, половцы, татары, хазары, печенеги и пр.). В целом, все малороссийские по своей типологии диалекты Украины до XVIII века назывались «руськими».

### Российская империя
Киев перешёл по юрисдикцию Москвы в 1667 году. Но проблема различий диалектных норм Москвы и Малороссии стала отмечаться только в период распространения высшего образования в XIX веке, когда появилась необходимость установить нормы языка преподавания в школах и ВУЗах. При этом проблема поднималась в первую очередь польским меньшинством, а также приезжими из малороссийской провинции, оседавшими на периферии города: в самом Киеве самым преобладающим этносом в этот период были русские (в основном своей массе российские военные, чиновники с семьями и близкие им группы), за которыми следовали евреи. Возвращение русского языка в город в этот период, по мнению современных авторов, было вполне закономерным, так как русский язык в Киеве «находится вполне у себя дома»[прояснить], равно как закономерен и островной, исторически сложившийся, характер его русскоязычия в массиве сельских украинских диалектов.

#### Становление украинского литературного языка и начало периода двуязычной конкуренции
Современный литературный украинский язык был сформирован на основе надднепрянских говоров — наследников диалекта летописных полян — в первой половине XIX века благодаря усилиям таких писателей, как Котляревский, Гребинка, Квитка-Основьяненко, а также Тарас Шевченко. Эти усилия по языковым и политическим мотивам поддерживало и польское национальное меньшинство Левобережной Украины. Интенсивное смешение двух близкородственных наречий — великоросского и малороссийского (в дореволюционной терминологии), — приведшее к появлению так называемого суржика, отмечалось в Киеве со второй четверти XIX века.

## Современная ситуация

### Украинский язык
В современном городе украинский язык имеет хорошо закреплённый официальный статус, а также доминирует в сфере государственного делопроизводства, наружной рекламы, гостелерадиоэфирах и системе государственного образования. Он же часто используется в речах общественных собраний с целью придания им атмосферы помпезного официоза, особенно когда киевские чиновники выезжают с официальными визитами в преимущественно русскоязычные регионы Украины. Все эти ниши были активно заняты им в последние два десятилетия благодаря мощной поддержке государственного аппарата, а также из-за целого ряда демографических изменений в столичной агломерации во второй половине XX века, когда в Киев прибыло большое количество украиноязычной молодёжи из сельских регионов Центральной и Западной Украины.
20 апреля 2023 года решением Киевского городского совета в Киеве утверждена «Городская Концепция утверждения украинского языка во всех сферах общественной жизни города Киева на 2023—2025 годы», главной целью которой является усиление позиций украинского языка в различных сферах общественной жизни города.

### Русский язык
В 2012 году Киевский городской совет отказался от предоставлению русскому языку статуса регионального. Ранее в городе были протесты против придания русскому такого статуса.
13 июля 2023 года решением Киевского городского совета в Киеве был введён мораторий на публичное использование русскоязычного культурного продукта.

## Родные языки
Историческая динамика родного языка населения Киева по данным переписей населения:
| (в % населения) | 1874 | 1897 | 1926 | 1979 | 1989 | 2001 |
| --------------- | ---- | ---- | ---- | ---- | ---- | ---- |
| Украинский      | 31,4 | 22,2 | 27,9 | 53,0 | 57,6 | 72,1 |
| Русский         | 47,4 | 54,2 | 52,3 | 45,0 | 41,1 | 25,3 |
| Другие языки    | 21,2 | 23,6 | 19,0 | 2,0  | 1,3  | 2,6  |

Хотя современный Киев оказался разделён на русскоязычную и украиноязычную культурно-языковые группы, языковые границы не соответствуют этническим в основном за счёт того, что 14,6 % киевлян, определивших себя как этнические украинцы, назвали родным языком русский.
По данным последней переписи населения 2001 года, 72,1 % киевлян назвали родным языком украинский, 25,3 % — русский язык. Это соотношение сильно изменилось с момента проведения последней советской переписи населения 1989 года.
За межпереписной период 1989—2001 гг. Киев стал лидером Украины по темпам сокращения числа жителей, считающих русский язык родным. Несмотря на это, число называющих русский язык родным по-прежнему было выше доли тех, кто называл себя этническими русскими (13,8 %), хотя и доля последних также сокращалась обвальными темпами за счёт смены этнического самосознания. Впрочем, как видно из данных переписей, обе эти тенденции начались давно, но ускорились после распада СССР.

### Роль миграции
Согласно данным как переписей населения, так и соцопросов, определяющим фактором в языковых предпочтениях киевлян являлся их миграционный статус и продолжительность проживания в столице. Так, по переписи 2001 года, более 50 % приехавших в Киев жителей других городов называли родным русский язык, равно как и около 40 % уроженцев города. Однако русский назвали родным лишь 20 % жителей, приехавших в столицу из сёл.
Современные соцопросы косвенно подтверждали эту динамику: по данным за 2014 год, уроженцы Киева в большинстве своём (53 %) предпочитали использовать русский язык для общения в семье. Для сравнения, среди мигрантов таких оказалось лишь 19 %. Примечательно однако и то, что почти половина мигрантов (49 %) по прибытии в Киев внутри семьи начинали пользоваться русским и украинским языками в равных объёмах. Доля внутрисемейного русско-украинского двуязычия среди коренных киевлян была заметно меньше (35 %), но она оставалась значительной.

## Система образования
После провозглашения Украиной независимости в городе, как и в стране в целом, происходит постепенная украинизация русифицированной в советское время системы образования. Динамика соотношения языков преподавания в учреждениях общего среднего образования в Киеве:
| Язык преподавания | Учебный год | Учебный год | Учебный год | Учебный год | Учебный год | Учебный год | Учебный год | Учебный год | Учебный год | Учебный год | Учебный год | Учебный год | Учебный год | Учебный год |
| Язык преподавания | 1991/92     | 1992/93     | 1993/94     | 1994/95     | 1995/96     | 2000/01     | 2005/06     | 2007/08     | 2010/11     | 2012/13     | 2015/16     | 2018/19     | 2021/22     | 2022/23     |
| ----------------- | ----------- | ----------- | ----------- | ----------- | ----------- | ----------- | ----------- | ----------- | ----------- | ----------- | ----------- | ----------- | ----------- | ----------- |
| Украинский        | 30,9 %      | 41,7 %      | 54,5 %      | 63,4 %      | 70,0 %      | 93,0 %      | 96,0 %      | 97,0 %      | 97,0 %      | 97,0 %      | 97,0 %      | 97,0 %      | 99,00 %     | 99,98 %     |
| Русский           | 69,1 %      | 58,3 %      | 45,5 %      | 36,6 %      | 30,0 %      | 7,0 %       | 4,0 %       | 3,0 %       | 3,0 %       | 3,0 %       | 3,0 %       | 3,0 %       | 0,89 %      | —           |

В период с 2012/13 по 2016/17 учебный год в городе Киеве доля учеников, изучающих русский язык либо в русскоязычных классах, либо как отдельный предмет в классах с украинским языком преподавания, сократилась с 30,75 % до 18,71 %.
С 2022/23 учебного года все остававшиеся в Киеве русскоязычные классы были украинизированы, русский язык в школах города не преподают даже факультативно.
По данным Государственной службы статистики Украины в 2023/24 учебном году в Киеве из 331 774 учащихся в учреждениях общего среднего образования 331 700 (99,98 %) обучались в украиноязычных классах.
По данным Государственной службы статистики Украины в 2024/25 учебном году в Киеве из 330 233 учащихся в учреждениях общего среднего образования 330 148 (99,97 %) обучались в украиноязычных классах.

### Техническое и высшее образование
В 2010/2011 учебном году преподавание на русском языке полностью прекратилось в техникумах и колледжах столицы, а доля студентов ВУЗов, получающих образование на русском языке, упала до 5,1 %.